# Pedro Murúa
Pedro María Murúa Lezama-Leguizamon (* 25. Dezember 1930 in San Sebastián; † 4. November 2019 ebenda) war ein spanischer Hockeyspieler. Er gewann 1960 mit der spanischen Nationalmannschaft die olympische Bronzemedaille.

## Karriere
Die Mittelmeerspiele 1955 fanden in Barcelona statt. Die spanische Mannschaft gewann das Turnier vor der Mannschaft aus Ägypten. Bei den Olympischen Spielen 1960 in Rom gewann die spanische Mannschaft ihre Vorrundengruppe mit zwei Siegen und einem Unentschieden gegen die Briten. Nach einem Sieg im Viertelfinale gegen die Neuseeländer und einer Halbfinalniederlage gegen die Mannschaft Pakistans trafen die Spanier im Spiel um den dritten Platz erneut auf die Briten und gewannen mit 2:1. Der 1,81 m große Pedro Murúa erzielte im Turnierverlauf zwei Tore, darunter das einzige Tor im Viertelfinale gegen Neuseeland, das er in der zweiten Verlängerung schoss.
Pedro Murúa spielte beim Club de Campo Villa de Madrid.
1998 starb sein Vater und Pedro Murúa erbte die Titel Conde de Valle, Marqés de Murua.